# لوید گوگ
لوید گوگ (انگلیسی: Lloyd Gough؛ ۲۱ سپتامبر ۱۹۰۷ – ۲۳ ژوئیهٔ ۱۹۸۴) یک هنرپیشه اهل ایالات متحده آمریکا بود.
از فیلم‌ها یا برنامه‌های تلویزیونی که وی در آن نقش داشته است می‌توان به سان‌ست بلوار، tension و سواری شیرین اشاره کرد.